# Agence nationale de nutrition (Indonésie)
 (septembre 2024).
L'Agence nationale de nutrition est un organisme public autonome indonésien chargé de mettre en œuvre les exigences nationales en matière de nutrition. Cette agence a été créée sur la base du décret présidentiel no 83 de 2024. Depuis le 19 août 2024, le chef de l'Agence nationale de nutrition est Dadan Hindayana.

## Histoire
L'Agence nationale de nutrition a été créée pour mettre en œuvre le programme de repas gratuits lancé par le président élu Prabowo Subianto lors de l'élection présidentielle indonésienne de 2024. Le 15 août 2024, le président Joko Widodo a publié le décret présidentiel  no 83 de 2024, qui sert de base à la création de l'agence. Avec la publication de ce décret, les missions et fonctions exercées par l'adjoint chargé de l'insécurité alimentaire et nutritionnelle, relevant de l'Agence nationale de l'alimentation, ont été transférés à l'Agence nationale de la nutrition. Un budget de fonctionnement de 71 000 milliards de roupies a été alloué à cette agence.

## Missions et fonctions
L'Agence nationale de la nutrition a pour mission de mener à bien l'amélioration de la nutrition nationale. Dans l'exercice de cette mission, elle assure plusieurs fonctions : la coordination, la formulation et la détermination de politiques techniques dans les domaines des systèmes et de la gouvernance, de l'approvisionnement et de la distribution, de la promotion et de la coopération, ainsi que du suivi et de la supervision de la mise en œuvre nationale en matière de nutrition. Elle est également chargée de coordonner et de mettre en œuvre les politiques techniques dans ces mêmes domaines à l’échelle nationale. En interne, elle coordonne l’exécution des tâches, encadre et fournit un soutien administratif à tous les éléments organisationnels qui la composent, tout en gérant les biens de l’État placés sous sa responsabilité. Elle met également en œuvre un soutien substantiel à l’ensemble de ses unités internes, supervise l’exécution des tâches au sein de l’agence, et assure enfin toute autre fonction qui lui serait assignée par le président.

## Structure organisationnelle
L'Agence nationale de la nutrition se compose d'un comité de pilotage et de mise en œuvre. Le comité directeur a pour tâche de fournir des orientations aux responsables de la mise en œuvre dans l’application des exigences nationales en matière de nutrition. Il est composé d’un président, d’un vice-président et de cinq membres représentant les chefs religieux, les forces armées indonésiennes, la police nationale indonésienne ainsi que des fonctionnaires à la retraite et/ou des universitaires.
Les cadres de l'Agence nationale de la nutrition comprennent un directeur, un directeur adjoint, un secrétariat principal, un adjoint aux systèmes et à la gouvernance, un adjoint à l’approvisionnement et à la distribution, un adjoint à la promotion et à la coopération, un adjoint au suivi et à la supervision, ainsi qu’un inspecteur principal.

## Direction
L'agence n'a connu qu'un seul directeur à ce jour, toujours en fonction depuis le 19 août 2024 : Dadan Hindayana.